# Baškovce (district de Sobrance)
Pour les articles homonymes, voir Baškovce.
Baškovce (hongrois : Alsóbaskócz) est un village de Slovaquie situé dans la région de Košice.

## Histoire
La première mention écrite du village est en 1427.

## Démographie

### Évolution de la population
| Année:               | 1994. | 2004.   | 2014.   | 2024.    |
| -------------------- | ----- | ------- | ------- | -------- |
| Nombre de personnes: | 269   | 261     | 253     | 215      |
| Différence:          |       | -2,97 % | -3,06 % | -15,01 % |

| Année:               | 2023. | 2024.   |
| -------------------- | ----- | ------- |
| Nombre de personnes: | 224   | 215     |
| Différence:          |       | -4,01 % |

## Politique
| Nom              | Parti politique | date de l'élection | Fin du mandat |
| ---------------- | --------------- | ------------------ | ------------- |
| Ľudmila Čigašová | Indépendant     | 2 décembre 2006    | décembre 2010 |